# Michel Zink
Michel Zink, född 5 maj 1945 i Issy-les-Moulineaux, är en fransk historiker och filolog specialiserad på medeltiden. Han har varit professor vid université de Toulouse-II-Le Mirail 1976–1987, université de Paris IV-Sorbonne 1987–1994 och Collège de France sedan 1994. Han har därutöver skrivit två historiska romaner och en roman om Maurice Leblancs figur Arsène Lupin.
Zink efterträdde Jean Leclant som ständig sekreterare i Académie des inscriptions et belles-lettres 2011.
Han valdes in i Franska akademien 2017 och efterträdde René Girard på stol 37.